# José Cabrera y Forneiro
José Cabrera y Forneiro (Madrid, 25 de noviembre de 1956) es un psiquiatra forense español.
Ejerce la psiquiatría clínica y la medicina legal privada en Madrid, España. Es académico de la Academia Médico Quirúrgica Española y patrono de la Fundación Tutelar San Juan de Dios-Bética. Ha sido presidente de la Sociedad Española de Toxicología Clínica, Director General de la Agencia Antidroga de la Comunidad de Madrid y experto de la Agencia Española del Medicamento y de la Agencia Europea de Evaluación de Medicamentos EMEA. También presidente de la Comisión Científica de Drogas de la Delegación del Gobierno para el Plan Nacional de Drogas, representante de España en el Observatorio Europeo de Drogas y ha participado en misiones de Naciones Unidas en México e Irán. Además, imparte conferencias y clases en distintos foros y es colaborador habitual de diferentes medios de comunicación en televisión, radio y prensa, tanto españoles como internacionales.

## Formación académica
Licenciado en Medicina y Cirugía en la Facultad de Medicina de la Universidad Complutense de Madrid el año 1979. Se doctora en 1989 con una tesis sobre El brote esquizofrénico en el medio militar, que obtiene la calificación de sobresaliente cum laude.
Posee otras titulaciones:
- Especialista en Psiquiatría por el Ministerio de Educación y Ciencia, 1985.
- Diplomado en Salud Pública por la Escuela Nacional de Sanidad del Ministerio de Sanidad y Consumo, en Madrid el año 1985.
- Diplomado en Criminología por el Instituto Universitario de Criminología de la Universidad Complutense de Madrid.
- Diplomado en Psiquiatría Militar por el Ejército de Tierra (Dirección de Enseñanza del Ministerio de Defensa) y Criminología en el año 1987.
- Especialista en Medicina Legal y Forense por el Ministerio de Educación, Cultura y Deporte, 2002.

## Trayectoria profesional
Como funcionario del Estado por oposición ha sido Médico Forense, Médico del Registro Civil y Médico Militar con el grado de Capitán de la Brigada Paracaidista, habiendo estado destinado en León, Valladolid, Plasencia, Toledo, Canarias y otros. En la actualidad está en excedencia y trabaja de forma autónoma con despacho en Madrid.
Como profesor en diversas Universidades (Madrid, Valladolid, Burgos, UNED, etc.) ha impartido materias básicas: Anatomo-Fisiología, Bioquímica, Biofísica y Bioestadística, y otras más elaboradas como medicina legal y psiquiatría, pasando por áreas mixtas como psiquiatría forense o práctica medico legal para abogados.
Ha ostentado distintos cargos en su trayectoria vital: Jefe del Servicio de Toxicología del Instituto Nacional de Toxicología (Ministerio de Justicia), Psiquiatra Forense de los Juzgados de Plaza de Castilla en Madrid, Miembro de la Agencia Española del Medicamento, Miembro de la EMEA Europea, Director General de la Agencia Antidroga de la Comunidad de Madrid, Director de la Comisión Científica del Plan Nacional de Drogas del Ministerio del Interior, Representante de España en el Observatorio Europeo de Drogas y en Misiones de Naciones Unidas, y otros en distintas Comisiones Nacionales e Internacionales.
Como ensayista y escritor es autor único o colaborador de numerosos trabajos científicos, de monografías y artículos de diverso interés.

## Premios y condecoraciones
- Cruz al Mérito Policial con distintivo Blanco, Ministerio del Interior.
- Cruz al Mérito Militar con distintivo Blanco, Ministerio de Defensa.
- Cruz Blanca de la Orden al Mérito del Plan Nacional de Drogas, Ministerio del Interior.[2]
- Miembro de la Orden de San Raimundo de Peñafort. Ministerio de Justicia.
- Medalla al Mérito Profesional de la Orden de Calatrava, Calatrava. España.
- Cruz del Mérito de la Real Academia de Ciencias de la Salud.

## Publicaciones
- Psiquiatría y Derecho. Coautor con el Dr. Fuertes Rocañín. Editorial ARAN S.A. Madrid, marzo de 1990.
- Toxicología de los Psicofármacos. Coautor con los Dres. Rafael Cabrera y Emilio Mencias. Editado por Mosby Pu. Co. junio 1993. Madrid.
- Las drogas de abuso: un reto sanitario. Coautor con R. Cabrera Bonet. Editado por la Universidad Pontificia Comillas, Madrid, 1994.
- La enfermedad mental ante la ley. Coautor con el Dr. J. C Fuertes Rocañin. Coeditado por la Universidad Pontificia Comillas y el Grupo ELA, Madrid, 1994.
- Los antídotos y otros productos antitóxicos. Coautor con Lallana, Martínez, Cabrera y Sancho. Editado por la Editorial ELA, Madrid, 1994.
- La enfermería legal. Coautor con Fuertes Rocañin J. C, Plumed Moreno C y otros. Coeditado por la Universidad Pontificia Comillas y el Grupo ELA, Madrid, 1994.
- El Éxtasis (MDMA) ¿Una droga sin problemas? Coautor con Cabrera B, Sancho Ruiz, Torrecilla, Martínez Arrieta y otros. ED Grupo ELA, Madrid, 1995. 75 Págs.
- Psiquiatría legal y forense. 2 vols. Coautor del libro, bajo la dirección del Dr. S. Delgado Bueno. ED. Colex, Madrid, 1994. 3200 páginas.
- Locura o Normalidad ¿Una frontera fácil de traspasar? Con el Dr. J. C. Fuertes Rocañin. Editado por FEAFES, Madrid, 1996.
- Enfermería Legal. Como coautor con los Doctores Fuertes Rocañin, C. Plumed y otros. Editorial Universidad Pontificia Comillas. 2ª Edición. Madrid 1996.
- Santiago Ramón y Cajal. Sinopsis. ED por el autor. Madrid. 1996.
- Hablemos sobre las Drogas. Preguntas básicas sobre las drogas. ED. Aran S. A y Asociación Carpe Diem. Madrid, 1997.
- La Psiquiatría y el Derecho. Dos ciencias obligadas a entenderse. Editorial Cauce. Madrid. 1997.
- El drogodependiente ante los Tribunales de Justicia. Libro de Casos. Escrito por el Dr. S. Delgado y supervisado por J. Cabrera. ED. Colex, Madrid, 1997.
- Peritaje Psicológico en procedimientos civiles y laborales. Coordinado por Jorge Albarrán.  Fundación Universidad y Empresa, Madrid, 1998.
- Patología Dual. Agencia Antidroga de la Comunidad de Madrid, 1998.
- La huella de la Metadona. Agencia Antidroga de la Comunidad de Madrid. 1998.
- La responsabilidad profesional en la práctica psiquiátrica. Coautor con el Dr. Fuertes Rocañin. Editado por el Grupo FAES. Imprenta Lomas, Burgos, 1998.
- Manual de psiquiatría básica para médicos de Unidad de las Fuerzas Armadas. Coordinado por el Dr. J. C Fuertes Rocañin y editado por la Unidad de Docencia e Investigación del Hospital Militar de Burgos, Burgos 1998.
- Fichas Toxicológicas de la Directiva Sevesso II de la Comisión Europea. Editadas por la Dirección General de Protección Civil y el Instituto de Toxicología, Madrid, 1998.
- Doctor, ¿Nos puede UD explicar...? Cauce Editorial. Madrid. 1999.
- Cannabis. ¿Hasta dónde? Editorial Harcourt. Madrid. 1999.
- Medicina Legal en Drogodependencias. Editorial Harcourt. Madrid. 1999.
- La Exclusión Social. Luces y sombras en la sociedad del bienestar. Lección Inaugural del Curso Académico 1999-2000 Universidad Pontificia Comillas, Madrid.  UPCO, 2000.
- La vida es bella. ¡Disfrútela ¡Editorial Dos Soles! Burgos. 2000
- Tratado de Emergencias Médicas. Editorial ARAN S.A. Madrid. 2000.
- Medicina y Derecho. “Una necesaria y fructífera relación” Editorial Luzan S. A, Madrid 2000.
- Trastornos psiquiátricos y abuso de substancias. EDT G. Rubio, F. López Muñoz, C. Álamo y J. Santo-Domingo. ED. Panamericana. Madrid.2001.
- La Esquizofrenia. De la incertidumbre a la esperanza. 2ª Edición revisada y renovada. FEAFES. Madrid 2002
- Apuntes de Medicina Forense. Coautor con el Dr. Fuertes. ED. GSK, Madrid, 2002
- ¿Hay vida después de las drogas? Coautor con Dres. Fuertes y Palacios. ED. ARAN, S. A, Madrid, 2004
- La Salud Mental en los Tribunales. Coautor con Doctores Fuertes y De la Gandara. ED. ARAN. S. A, Madrid, 2004.
- La Medicina Legal en Atención Primaria. Coautor con el Dr. J. Carlos Fuertes Rocañin. ED. Cauce. Madrid. 2004.
- Apuntes de Medicina y Derecho. Coautor con el Dr. J. Carlos Fuertes Rocañin. ED. Colex. S. A. Madrid. 2004.
- Urgencias Psiquiátricas. Aspectos médico legales. ED. Aran, S. A., Madrid, 2005
- Introducción a la Enfermería Legal y Forense. ED. Díaz de Santos, Madrid, 2005
- Impulsividad. Suplemento Nº 1. ED. Ars Médica, Barcelona, 2005
- Abordaje del Dolor desde la Oficina de Farmacia. Módulo II, Acción Médica, Madrid, 2005
- Historia de la Psicofarmacología. ED. Panamericana, Tomo II. Madrid. 2006.
- El ABC de la psiquiatría Legal y Forense. ED. GSK, Madrid, 2006.
- Esquemas en Medicina Forense y Derecho Sanitario. ED. Aran S. A, Madrid 2006.
- Curso de Especialista Universitario de Psiquiatría Legal y Forense. UNED. ED. Colex, Módulos 1, 2 y 3. Madrid 2006
- Manual de Ciencias Forenses. ED ARAN S. A, Madrid 2007.
- La salud mental y los políticos. 2ª ED. Aumentada y Corregida. ED Kaleidom S. A, Madrid 2008.
- Avances en drogodependencias. ED. Gafos. Director Cecilio Álamo, Las Palmas de Gran Canaria, 2008.
- Drogodependencias. Módulos I y II. Consejo General de Colegios de Farmacéuticos. Madrid. 2008.
- Más cerca del Hogar. LID Editorial Empresarial, S. L. Fundación Everis, Madrid, 2009 Coordinado por Javier Urra.
- Secretos de Consulta. ED. Planeta, Madrid 2009. Coordinado por Javier Urra.
- Yo estuve allí. Memorias de un psiquiatra forense. ED. Encuentro. 2ª Edición. Madrid, 2009.
- Crimen y Castigo. Ediciones Encuentro. Madrid 2010.
- Víctimas y Medios de Comunicación. Editorial de Estudios Victimales, Toledo, 2010.
- Manual de Lucha contra la Violencia de Género, director Nicolás Marchal, Ed. Aranzadi Thomson Reuters, Navarra 2010.
- Manual de Lucha contra la droga. Director Nicolás Marchal, Ed. Aranzadi Thomson Reuters, Navarra 2011
- CSI Marilyn. Ed. Atlantis, Madrid 2012
- CSI Jesucristo. Ed. Atanor, Madrid, 2012.
- CSI Lincoln. Ed. Atlantis, Madrid, 2013.
- Tratado de Medicina Legal y Ciencias Forenses, Tomo V; Psiquiatría Legal y Forense. Ed. Bosch, S. A, Barcelona, 2013.
- CSI Kennedy. Ed. Atlantis, Madrid, 2013.
- CSI Jesús de Nazaret. Ed. Atlantis, Madrid, 2014.
- History of Psychopharmacology. Ed. NPP Books, Arlington, USSA, 2014.
- Ebola. Ed. Atlantis, Madrid 2014.
- No estamos locos. El estigma de la esquizofrenia. Ed. Meridiano, Madrid, 2017,
- Las raíces del mal, Editorial Almuzara, Córdoba, 2020.